# Мочинич, Иван
Иван Мочинич (хорв. Ivan Močinić; род. 30 апреля 1993[…], Риека) — хорватский футболист, полузащитник.

## Клубная карьера
Иван воспитывался в системе «Риеки» и только один сезон провёл в системе другого клуба, «Локомотивы». В 2011 году состоялся дебют Ивана в чемпионате Хорватии. Всего в своём дебютном сезоне он провёл тринадцать матчей и забил один гол. В следующем сезоне Ивана продолжали использовать в системе ротации, а уже в сезоне 2013/14 он стал основным игроком клуба. В составе «Риеки» Иван выигрывал кубок Хорватии 2014.

## Карьера в сборной
Иван выступал за юношескую и молодёжные сборные своей страны. Он попал в расширенный состав сборной Хорватии на чемпионат мира 2014.

## Достижения
- Обладатель Кубка Хорватии (1): 2013/14